# Copidosoma terebrator
Copidosoma terebrator är en stekelart som beskrevs av Mayr 1876. Copidosoma terebrator ingår i släktet Copidosoma och familjen sköldlussteklar. Arten är reproducerande i Sverige. Inga underarter finns listade i Catalogue of Life.